# Кировский городской совет (Донецкая область)
 Кировский городской совет — одна из административно-территориальных единиц в составе Донецкой области. Входит в состав Горловско-Енакиевской агломерации. Совпадает с городом Крестовка .

## Состав
Кировский городской совет — 30 910 чел.
- город Крестовка  — 30 910 чел.

Всего: 1 город

## Экономика
Угольная промышленность (ГКХ «Октябрьуголь», шахта «Комсомолец Донбасса», Шахтоуправление «Кировское»); рессорный завод, предприятие «Гидравлик»; предприятия пищевой промышленности.